# Terua vallicola
Terua vallicola är en ärtväxtart som beskrevs av Paul Carpenter Standley och Frederick Joseph Hermann. Terua vallicola ingår i släktet Terua och familjen ärtväxter. Inga underarter finns listade i Catalogue of Life.